# Carta tematica

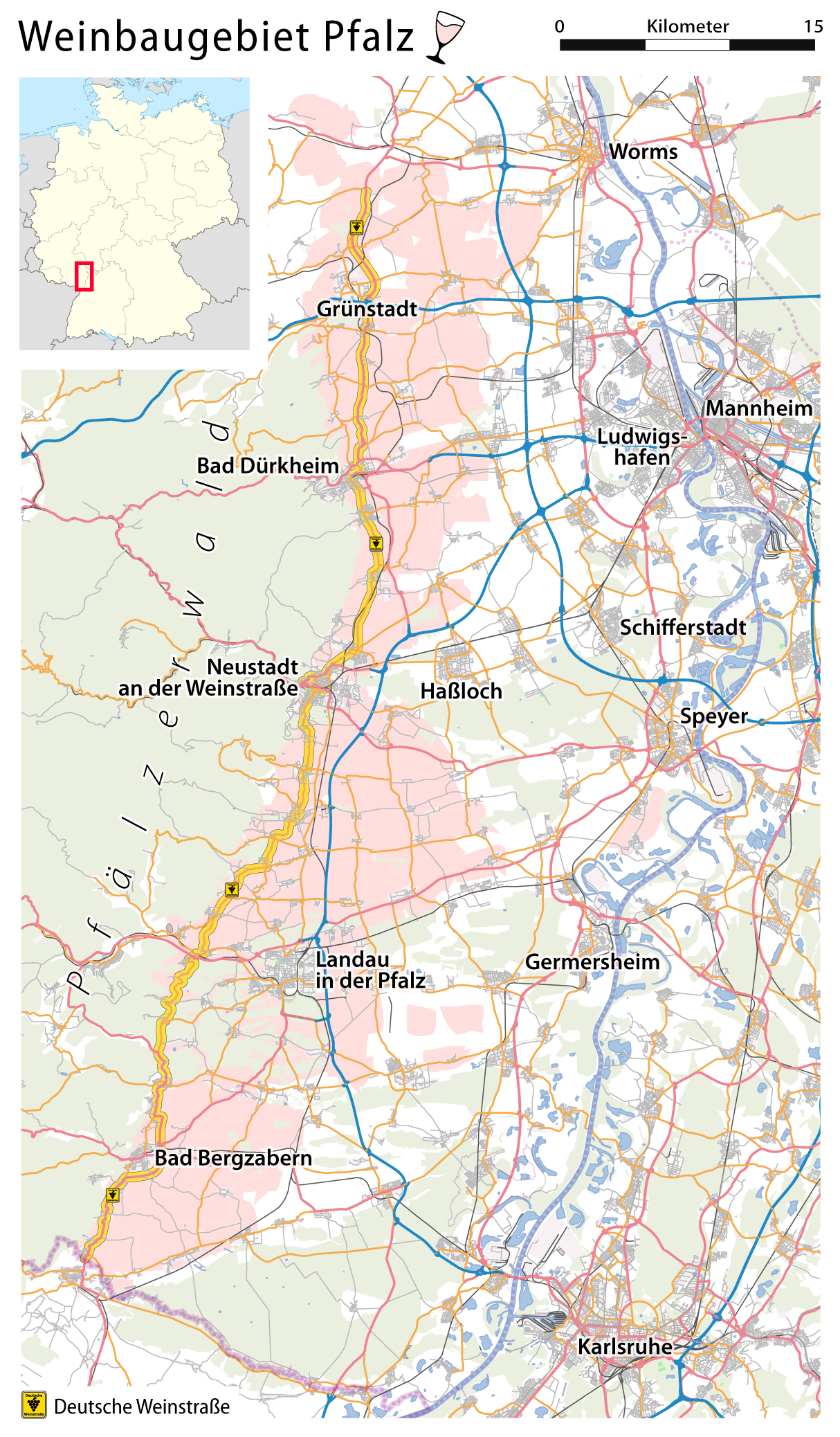
Un esempio di carta tematica

Una carta tematica è un tipo di carta geografica che fornisce informazioni su uno o più aspetti del territorio rappresentato, utilizzando opportuni simboli e colori in modo da permettere una visione d'insieme immediata e georeferenziata di ciò che si vuole descrivere. Una carta tematica può mettere in rilievo gli aspetti chimici, fisici, antropici,agricoli, economici, archeologici, ambientali e geoscientifici; trova impiego in vari ambiti, come nel
studio della distribuzione di una determinata specie vegetale o animale, come pure nella progettazione ingegneristica.

## Esempi
Esempi di carte tematiche possono essere trovate all'interno del piano regolatore di un Comune. Anche le carte geologiche sono carte tematiche.
Le carte tematiche sono utilizzate anche negli atlanti, che oltre alle informazioni geografiche forniscono statistiche territoriali.
Si ricordano in particolare le carte dell'Atlante della produzione e dei commerci di Luigi Visintin, pubblicato per la prima volta nel 1922; dello stesso autore ha valore storico l'Atlante agricolo dell'Italia fascista che contiene vari esempi di carte della produzione, comprese la carte in cui sono presenti grafici a torta che identificano l'entità della produzione nelle singole Regioni e la produttività per ogni singola derrata, merce e prodotto; in esso è presente il primo esempio di questo tipo di rappresentazione cartografica, in particolare nella tavola 27 dell'emigrazione. Molte tavole dell’Atlante Metodico successivamente vennero elaborate nello stesso modo.
Tra le carte particolarmente diffuse ricordiamo le carte di geopolitica, come quelle della rivista Limes), che illustrano informazioni politiche riferite a un determinato territorio, ad esempio le rotte e i flussi migratori, la diffusione e il dislocazione delle etnie, le alleanze, la produzione o il consumo di energia, le informazioni sociali, economiche e linguistiche, le zone di guerra e di occupazione.